# Mặt nạ anh hùng
Mặt nạ anh hùng (tiếng Hàn: 각시탈; Romaja: Gaksital) là một bộ phim cổ trang Hàn Quốc phát sóng năm 2012 trên kênh KBS2 dựa trên manhwa nổi tiếng của tác giả Huh Young-man.

## Nội dung
Bộ phim lấy bối cảnh Hàn Quốc trong những năm bị Nhật chiếm đóng, trong đó nổi bật lên hình tượng người anh hùng cứu quốc.
Nhân vật nam chính Lee Kang To là một người con trai Hàn nhưng theo Nhật, vào làm việc tại sở cảnh sát Nhật. Anh kết thân với một thầy giáo người Nhật tên là Shunji, nhưng cả anh và người bạn thân đều cùng yêu một người con gái.
Ẩn giấu sau vai trò của một tên Hàn gian, Lee Kang To là một người anh hùng đeo mặt nạ, luôn xuất hiện trong những tình huống nguy kịch để giải cứu người vô tội.

## Phân vai
- Joo Won vai Lee Kang-to/Sato Hiroshi/Lee Young (childhood name).[3]
- Jin Se-yeon vai Mok Dan/Esther/Boon-yi (childhood name)
- Park Ki-woong vai Kimura Shunji
- Han Chae-ah vai Ueno Rie/Lara/Chae Hong-joo[4]
- Shin Hyun-joon vai Lee Kang-san/Lee In (childhood name)[5]
- Chun Ho-jin - Kimura Taro (Chief of the Jongro police station - Chairman of Gyeongseong branch of Kishokai)
- Jeon No-min - Mok Damsari (Mok Dan's father and fugitive of the Japanese)
- Son Byung-ho - Circus Master Jo Dong-ju (Takes care of Mok Dan as his own)
- Song Ok-sook - Mrs. Han (Kang-to's mother)
- Lee Il-jae - Lee Seon (Kang-to's father)
- Ahn Hyung-joon - Katsuyama Jun (Chae Hong-joo's bodyguard)
- Lee Byung-joon - Shin Nan-da (Circus member)
- Ahn Suk-hwan - Lee Shi-yong (Royal Count, Kishokai member)
- Kim Jung-nan - Lee Hwa-gyung (Royal Countess, Kishokai member)
- Lee Kyung-shil - Oh Dong-nyeon (Widowed circus member who had close relationship with Mok Dan as her own daughter)
- Kim Tae-young - Park In-sam (Kyeongseong Ilbo newspaper owner, Kishokai member)
- Son Yeo-eun - Um Sun-hwa (Mok Dan's best friend, Circus member)
- Seo Yun-a - Ham Gye-soon (Circus member who became Shunji's spy in order to earn money to take care of her family)
- Park Joo-hyung - Kimura Kenji (Former Superintendent of Jongro police station, Kishokai member)
- Jeon Kuk-hwan - Ueno Hideki (Chairman of Kishokai, a secret organization involved in the assassinations of the last Emperor and Empress of Joseon, adopted father of Chae Hong-joo)
- Bruce Khan - Ginpei Gato (Chairman Ueno's samurai bodyguard)
- Kim Eung-soo - Konno Goji (Director of the Kyeongseong police force)
- Yoon Jin-ho - Goiso Tadanobu (Sergeant of Jongro police station)
- Yoon Bong-kil - Abe Shinji (Private of Jongro police station)
- Ban Min-jung - Jeok Pa/Anna (Comrade of Damsari)
- Ji Seo-yun - Tasha (Owner of Angel Club)
- Baek Jae-jin - Director Bong (Manager of Angel Club)
- Choi Dae-hoon - Lee Hae-suk/Minami Tamao (Count's son, Kishokai member)
- Bang Joong-hyun - Park Sung-mo (Newspaper owner's son, Kishokai member after replacing his father, In-sam)
- Jang Joon-yoo - Merry
- Lee Jae-won - No Sang-yeob
- Kim Kyu-chul - Woo Byung-joon (Hospital director, Kishokai member)
- Ko In-beom - Jo Young-geun (President of Jo Il Bank, Kishokai member)
- Kwon Tae-won - Choi Myung-sub (Judge, Kishokai member)
- Kim Bang-won - Kim Deuk-soo (Member of Dong Jin's Death Squad)
- Jeon Hyun - Baek Gun (Subordinate of Kang-to's father)
- Kim Myung-gon - Yang-baek
- Park Sung-woong - Dong-jin

## Đánh giá
| # Tập      | Ngày phát sóng      | Lượng khán giả bình quân | Lượng khán giả bình quân | Lượng khán giả bình quân | Lượng khán giả bình quân |
| # Tập      | Ngày phát sóng      | TNmS Ratings             | TNmS Ratings             | AGB Nielsen              | AGB Nielsen              |
| # Tập      | Ngày phát sóng      | Toàn quốc                | Khu vực Seoul            | Toàn quốc                | Khu vực Seoul            |
| ---------- | ------------------- | ------------------------ | ------------------------ | ------------------------ | ------------------------ |
| 1          | 30 tháng 5 năm 2012 | 12.6%                    | 12.8%                    | 12.7%                    | 13.3%                    |
| 2          | 31 tháng 5 năm 2012 | 12.4%                    | 13.3%                    | 12.4%                    | 12.9%                    |
| 3          | 6 tháng 6 năm 2012  | 13.3%                    | 14.5%                    | 13.6%                    | 13.9%                    |
| 4          | 7 tháng 6 năm 2012  | 14.8%                    | 14.9%                    | 15.6%                    | 16.7%                    |
| 5          | 13 tháng 6 năm 2012 | 13.8%                    | 14.1%                    | 14.5%                    | 15.4%                    |
| 6          | 14 tháng 6 năm 2012 | 15.5%                    | 16.3%                    | 15.0%                    | 15.7%                    |
| 7          | 20 tháng 6 năm 2012 | 15.3%                    | 15.5%                    | 15.5%                    | 16.5%                    |
| 8          | 21 tháng 6 năm 2012 | 15.4%                    | 15.0%                    | 15.5%                    | 16.3%                    |
| 9          | 27 tháng 6 năm 2012 | 14.7%                    | 13.9%                    | 14.8%                    | 15.2%                    |
| 10         | 28 tháng 6 năm 2012 | 15.9%                    | 15.3%                    | 14.6%                    | 15.0%                    |
| 11         | 4 tháng 7 năm 2012  | 17.6%                    | 17.2%                    | 14.8%                    | 15.8%                    |
| 12         | 5 tháng 7 năm 2012  | 16.5%                    | 15.6%                    | 14.0%                    | 14.0%                    |
| 13         | 11 tháng 7 năm 2012 | 16.7%                    | 15.6%                    | 14.4%                    | 14.4%                    |
| 14         | 12 tháng 7 năm 2012 | 17.3%                    | 16.3%                    | 16.3%                    | 17.5%                    |
| 15         | 18 tháng 7 năm 2012 | 17.2%                    | 16.8%                    | 15.2%                    | 16.7%                    |
| 16         | 19 tháng 7 năm 2012 | 18.1%                    | 17.3%                    | 16.8%                    | 18.2%                    |
| 17         | 25 tháng 7 năm 2012 | 16.7%                    | 16.8%                    | 15.6%                    | 16.3%                    |
| 18         | 1 tháng 8 năm 2012  | 16.9%                    | 16.3%                    | 18.0%                    | 18.2%                    |
| 19         | 8 tháng 8 năm 2012  | 19.3%                    | 18.8%                    | 18.3%                    | 18.2%                    |
| 20         | 9 tháng 8 năm 2012  | 20.6%                    | 20.6%                    | 19.5%                    | 19.8%                    |
| 21         | 15 tháng 8 năm 2012 | 22.6%                    | 23.1%                    | 19.4%                    | 18.8%                    |
| 22         | 16 tháng 8 năm 2012 | 21.9%                    | 22.4%                    | 19.7%                    | 19.5%                    |
| 23         | 22 tháng 8 năm 2012 | 22.2%                    | 22.4%                    | 19.8%                    | 19.5%                    |
| 24         | 23 tháng 8 năm 2012 | 22.3%                    | 22.9%                    | 20.3%                    | 20.2%                    |
| 25         | 29 tháng 8 năm 2012 | 19.4%                    | 19.4%                    | 20.4%                    | 20.6%                    |
| 26         | 30 tháng 8 năm 2012 | 22.8%                    | 22.9%                    | 21.4%                    | 21.7%                    |
| 27         | 5 tháng 9 năm 2012  | 24.3%                    | 26.1%                    | 21.5%                    | 21.9%                    |
| 28         | 6 tháng 9 năm 2012  | 27.3%                    | 27.7%                    | 22.9%                    | 23.2%                    |
| Trung bình | Trung bình          | 18.0%                    | 18.0%                    | 16.9%                    | 17.3%                    |

Nguồn: TNmS Media Korea, AGB Nielsen Korea Lưu trữ ngày 19 tháng 6 năm 2014 tại Wayback Machine

## Giải thưởng và đề cử
| Năm                                                 | Giải                                                           | Thể loại                 | Người nhận      | Kết quả   |
| --------------------------------------------------- | -------------------------------------------------------------- | ------------------------ | --------------- | --------- |
| 2012                                                |                                                                |                          |                 |           |
| Giải thưởng Văn hóa và Giải trí Hàn Quốc lần thứ 20 | Phim truyện xuất sắc nhất                                      | Mặt nạ anh hùng          | Đề cử           |           |
| Giải thưởng Văn hóa và Giải trí Hàn Quốc lần thứ 20 | Đạo diễn phim truyện xuất sắc nhất                             | Yoon Sung-shik           | Đề cử           |           |
| Giải thưởng Văn hóa và Giải trí Hàn Quốc lần thứ 20 | Nam diễn viên xuất sắc nhất                                    | Joo Won                  | Đề cử           |           |
| Giải thưởng Văn hóa và Giải trí Hàn Quốc lần thứ 20 | Nam diễn viên xuất sắc                                         | Kim Eung-soo             | Đoạt giải       |           |
| Giải thưởng Văn hóa và Giải trí Hàn Quốc lần thứ 20 | Nam diễn viên xuất sắc                                         | Lee Byung-joon           | Đề cử           |           |
| Giải thưởng Văn hóa và Giải trí Hàn Quốc lần thứ 20 | Nam diễn viên xuất sắc                                         | Jeon No-min              | Đoạt giải       |           |
| Giải thưởng Văn hóa và Giải trí Hàn Quốc lần thứ 20 | Nam diễn viên phụ xuất sắc nhất                                | Park Ki-woong            | Đề cử           |           |
| Giải thưởng Văn hóa và Giải trí Hàn Quốc lần thứ 20 | Best New Actress                                               | Han Chae-ah              | Đề cử           |           |
| Giải thưởng Văn hóa và Giải trí Hàn Quốc lần thứ 20 | Best New Actress                                               | Jin Se-yeon              | Đề cử           |           |
| Giải thưởng Văn hóa và Giải trí Hàn Quốc lần thứ 20 | Best New Actress                                               | Ban Min-jung             | Đoạt giải       |           |
| 1st K-Drama Star Awards                             | Nam diễn viên xuất sắc                                         | Joo Won                  | Đề cử           |           |
| 1st K-Drama Star Awards                             | Giải thưởng diễn xuất dành cho nữ diễn viên                    | Jin Se-yeon              | Đề cử           |           |
| 1st K-Drama Star Awards                             | Màn biểu diễn hành động xuất sắc nhất                          | Mặt nạ anh hùng          | Đoạt giải       |           |
| KBS Drama Awards                                    | Nam diễn viên xuất sắc nhất                                    | Joo Won                  | Đề cử           |           |
| KBS Drama Awards                                    | Nam diễn viên xuất sắc nhất                                    | Chun Ho-jin              | Đề cử           |           |
| KBS Drama Awards                                    | Nam diễn viên xuất sắc trong phim truyện truyền hình nhiều tập | Joo Won                  | Đoạt giải       |           |
| KBS Drama Awards                                    | Nam diễn viên xuất sắc trong phim truyện truyền hình nhiều tập | Chun Ho-jin              | Đề cử           |           |
| KBS Drama Awards                                    | Nữ diễn viên xuất sắc trong phim truyện truyền hình nhiều tập  | Jin Se-yeon              | Đề cử           |           |
| KBS Drama Awards                                    | Nữ diễn viên xuất sắc trong phim truyện truyền hình nhiều tập  | Han Chae-ah              | Đề cử           |           |
| KBS Drama Awards                                    | Nữ diễn viên mới xuất sắc nhất                                 | Jin Se-yeon              | Đoạt giải       |           |
| KBS Drama Awards                                    | Nam diễn viên phụ xuất sắc nhất                                | Park Ki-woong            | Đoạt giải       |           |
| KBS Drama Awards                                    | Nữ diễn viên phụ xuất sắc nhất                                 | Kim Jung-nan             | Đề cử           |           |
| KBS Drama Awards                                    | Nam diễn viên trẻ xuất sắc nhất                                | Kim Woo-suk              | Đề cử           |           |
| KBS Drama Awards                                    | Nữ diễn viên trẻ xuất sắc nhất                                 | Kim Hyun-soo             | Đề cử           |           |
| KBS Drama Awards                                    | Cặp đôi xuất sắc nhất                                          | Joo Won và Park Ki-woong | Đề cử           |           |
| KBS Drama Awards                                    | Cặp đôi xuất sắc nhất                                          | Joo Won và Jin Se-yeon   | Đề cử           |           |
| KBS Drama Awards                                    | Giải thưởng công chúng ái mộ                                   | Joo Won                  | Đoạt giải       |           |
| 2013                                                | 13th Republic of Korea National Assembly Awards                | Phim truyện của năm      | Mặt nạ anh hùng | Đoạt giải |